# Długi Marsz 3
Długi Marsz 3 (chiń. 長征三號丙火箭 Chang Zheng 3, ang. Long March 3) – trzyczłonowa chińska rakieta nośna; wystrzeliwywana 13 razy w latach 1984-2000. Na jej podstawie powstały późniejsze rakiety z rodziny Długi Marsz 3, w tym Długi Marsz 3A i Długi Marsz 3B.